# Ribeira Sacra (Weinbaugebiet)

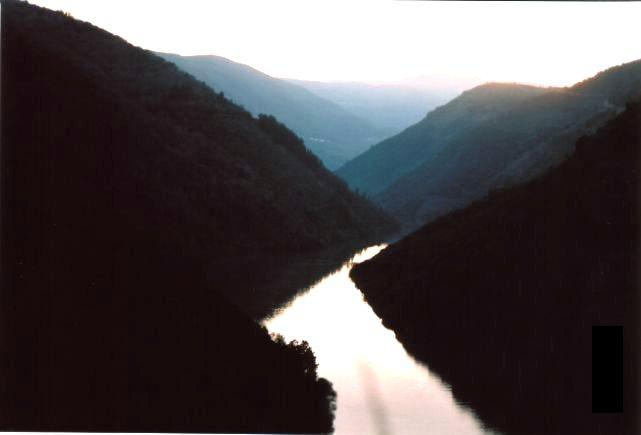
Das Tal des Sil in der Region Ribeira Sacra

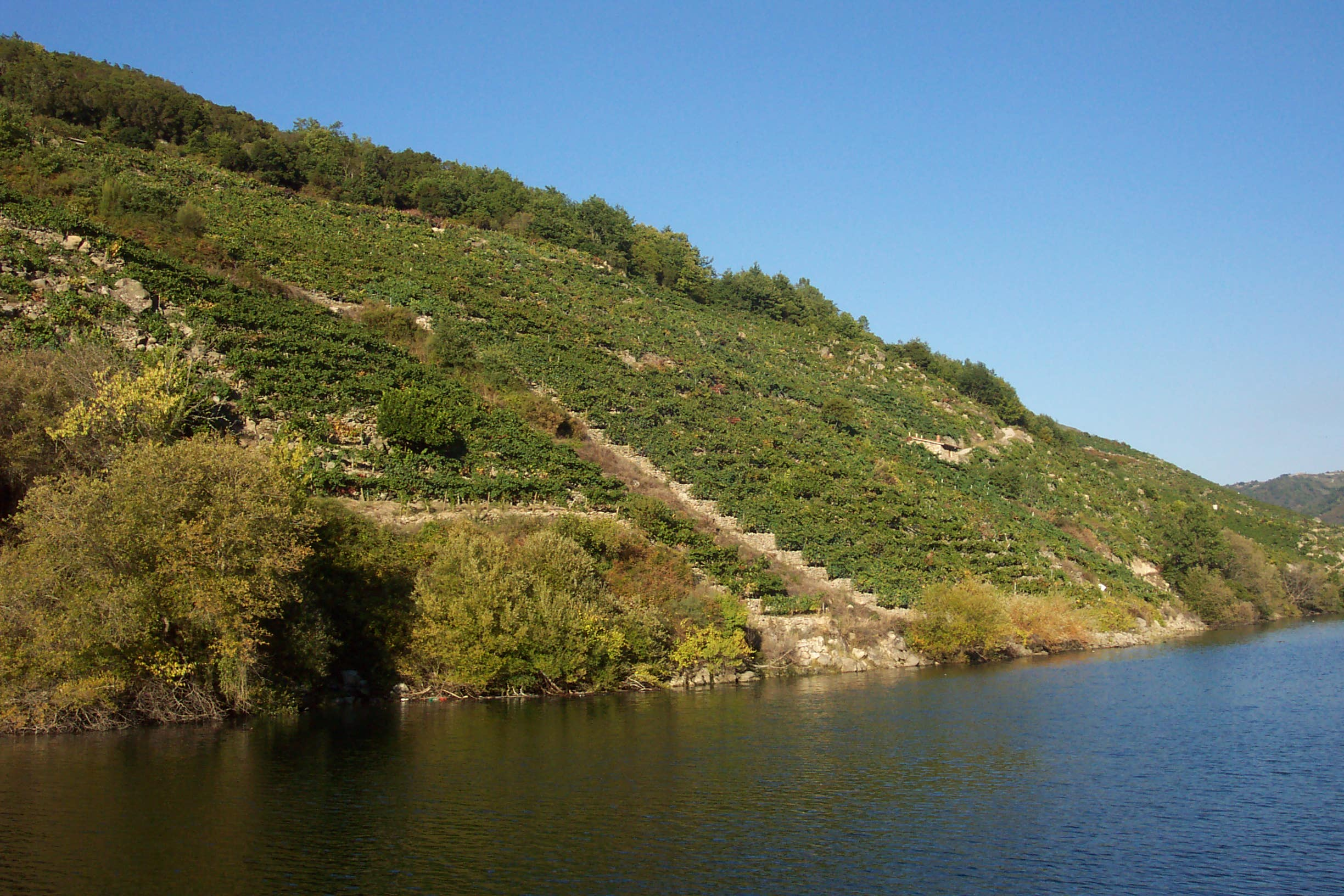
Weinberg bei Sober in der Subzone Amandi

 Ribeira Sacra  (span.: heiliges Uferland) ist ein spanisches Weinbaugebiet in der nordwestlichen Region Galicien. Rund 1217 ha bestockter Rebflächen (Stand 2006) in Höhenlagen zwischen maximal  400 bis 500 m liegen in einem sichelförmigen Gebiet beidseitig der Flüsse Sil und Miño im Nordwesten der Provinz Ourense sowie im südlichen Teil der Provinz Lugo.
Das Weinbaugebiet teilt sich in fünf Zonen auf:
- Chantada am rechten Ufer des Miño ist die nördlichste Region.
- Ribeiras do Miño am linken Ufer des Miño  schließt unmittelbar südlich an die Zone Chantada an.
- Ribeiras do Sil-Ourense beidseitig des Flusses Sil.
- Amandi entlang des Sil liegt östlich von Ribeiras do Sil-Ourense.
- Quiroga-Bibei ist die östlichste Zone und liegt beidseitig des Sil.

Seit September 1997 verfügt das Gebiet über den Status einer Denominación de Origen.
Insgesamt füllen 101 Bodegas die Weine der 2880 Winzer der Region ab und vermarkten sie. Über 90 % der Produktion ist dabei für den Inlandsmarkt bestimmt.

## Klima
Während die Zonen am Miño überwiegend atlantisch beeinflusst sind, verfügen die Subzonen des Sil ein deutlich kontinentaleres Klima. In Terrassenlagen mit südwestlicher Ausrichtung herrscht ein Mikroklima mit mediterranem Charakter.

## Weine
Innerhalb des Weinbaugebiets sind alle Weintypen zugelassen. International bemüht man sich, die Berühmtheit der weißen Rebsorte Godello zu nutzen, die durch die Reblaus fast verschwunden war. Die spritzigen Weine dieser seltenen Sorte haben hier einige Bedeutung, wenngleich die Qualität der Sorte noch nicht optimal genutzt wird. Weitere weiße Sorten sind Albariño, Doña Blanca, Treixadura, Loureira und Torrontés.  Insgesamt machen die Weißweine max. 5 % der gesamten Produktionsmenge aus.
Die Rotweine werden fast ausschließlich aus der Sorte Mencía gekeltert und teilweise auch mit Brancellao und Merenzao verschnitten. Daneben werden aber auch die Rebsorten Tempranillo, Caiño und Sousón angebaut. Die Sorte Mencia belegt fast 86 % der bestockten Rebfläche des Gebiets.

## Regulierungsbehörde
Die Einhaltung der Produktionsbestimmungen werden durch die lokale Regulierungsbehörde Consejo Regulador überwacht.